# Ефименко, Пётр Петрович
Пётр Петрович Ефименко (23 ноября 1884, Харьков — 18 апреля 1969, Ленинград) — советский археолог, педагог, исследователь палеолита. Доктор археологии (1934), академик АН УССР (1945).

## Биография
Родился в Харькове 23 ноября 1884 года в семье известных деятелей науки и культуры Александры Яковлевны и Петра Саввича Ефименко. Брат поэтессы Татьяны Ефименко (убита вместе с матерью в 1918 году бандитами на Украине).
С 1904 по 1906 годы он учился на историческом факультете Харьковского университета. В 1906 году был исключён за революционную деятельность, с 1906 по 1912 годы учился на физико-математическом факультете (отдел естествознания, специальность — доисторическая археология) Петербургского университета, по окончании которого был оставлен там для подготовки к профессорскому званию.
Пётр интересовался археологией, историей и этнографией. Принимал участие в Харьковском (1902) и Екатеринославском (1905) археологических съездах. Тогда же написал свои первые научные работы. В 1906 году за подготовку указателя дат из истории, археологии и этнографии Харьковской губернии (совместно с А. С. Федоровским) был удостоен премии имени А. А. Потебни. Осуществил двухгодичное (1913—1915) кругосветное путешествие, посетил научные центры и музеи Западной и Южной Европы, Юго-Западной Африки, Южной Азии, Китая и Японии. В 1915 году избран членом Русских географического, антропологического и археологического обществ. В 1915—1923 годах — научный сотрудник Исторического музея в Москве.
В 1923 году вернулся в Петроград и с этого года работал в Эрмитаже, Музее антропологии и этнографии, ленинградском отделении Института материальной культуры АН СССР, профессор факультета общественных наук ЛГУ.
В 1934 году Президиум АН СССР присудил П. П. Ефименко учёную степень доктора археологии (позднее — доктор исторических наук). Действительный член Государственной академии истории материальной культуры.
С 1945 по 1954 годы — директор Института археологии АН УССР, в 1947—1954 гг. ответственный редактор сборника «Археология», с 1949 года — ответственный редактор серии Археологічні пам'ятки УРСР. Входил в состав редколлегий изданий «Краткие сообщения Института археологии» (с 1952) и «Советская археология».
С 1954 года вновь работал в Ленинграде. Умер 18 апреля 1969 года.

## Научная деятельность
Археологические исследования Пётр Петрович проводил на реках Оскол и Северский Донец под Воронежем (1926—1927), в Средне-Волжской экспедиции (1927—1928), в Татарстане (ананьевская культура, 1943), возглавлял многолетнюю экспедицию «Великий Киев». Пётр Ефименко создал одну из типологий первобытных обществ.

### Основные работы
Автор свыше 80 научных публикаций.
Книги
- Значение женщины в ориньякскую эпоху. — Л.: ОГИЗ, 1931. — 73 с. — (Известия ГАИМК. — Т. XI, вып. 3-4).
- Дородовое общество: очерки по истории первобытно-коммунистического общества. — М.—Л.: Соцэкгиз, 1934. — 532 с. — (Известия ГАИМК. — Вып. 79).
  - Первобытное общество: очерки по истории палеолитического времени / отв. ред. М. В. Левченко. — 2-е изд., доп. и перераб. — Л.: Соцэкгиз, 1938. — 636 с.
  - Первобытное общество: очерки по истории палеолитического времени / отв. ред. А. К. Касименко. — 3-е изд., перераб. и доп. — Киев: Изд-во АН УССР, 1953. — 664 с.
- Ефименко П. П., Третьяков П. Н. Древнерусские поселения на Дону / отв. ред. Б. Д. Греков. — М.—Л.: Изд-во АН СССР, 1948. — 128 с. — (Материалы и исследования по археологии СССР. — № 8).
- Костенки I. — М.—Л.: Изд-во АН СССР, 1958. — 452 с.

Статьи
- Каменные орудия палеолитической стоянки в с. Мезине Черниговской губ. // Ежегодник Русского антропологического общества при Императорском С.-Петербургском университете / под ред. С. И. Руденко. — Т. IV. — СПб., 1913. — С. 67—102.
- Костенковская палеолитическая стоянка // Ежегодник Русского антропологического общества при Императорском С.-Петербургском университете / под ред. С. И. Руденко. — Т. V. — Петроград, 1915. — C. 13—26.
- Рязанские могильники: опыт культурно-стратиграфического анализа могильников массового типа // Материалы по этнографии. — Л.: Изд-во ГРМ, 1926. — Т. III, вып. 1. — С. 59—84.
- Пам'ятки мустьєрської культури на сході Европи (укр.) // Ювілейний збірник на пошану академіка Дмитра Івановича Багалія з нагоди сімдесятої річниці життя та п’ятдесятих роковин наукової діяльності  / гол. ред. А. Кримський. — Київ: УАН, 1927. — С. 286—301. Архивировано 4 декабря 2023 года.
- Раннеславянские поселения на Среднем Дону // Сообщения ГАИМК. — 1931. — № 2. — С. 5—9.
- Палеолит СССР. Итоги и перспективы его изучения // Сообщения ГАИМК. — 1931. — № 3. — С. 7—9.
- Археологическое обследование Ленинградской области // Сообщения ГАИМК. — 1931. — № 6. — С. 25—27.
- Палеолитические стоянки Восточно-Европейской равнины // Труды II международной конференции Ассоциации по изучению четвертичного периода Европы / отв. ред. Б. Ф. Земляков. — Вып. V. — Л.—М.—Новосибирск: Государственное научно-техническое горно-геолого-нефтяное издательство, 1934. — С. 88—113.
- Находки остатков мустьерского времени на р. Деркул // Палеолит СССР: материалы по истории дородового общества  / отв. ред. Ф. В. Кипарисов. — М.—Л.: Соцэкгиз, 1935. — С. 13—25.
- Некоторые итоги изучения ископаемого человека в СССР (1932—1935 гг.) // Материалы по четвертичному периоду СССР  / гл. ред. А. А. Блохин. — М.—Л.: ОНТИ НКТП СССР, 1936. — С. 111—120.
- К истории западного Поволжья в I тысячелетии н. э. по археологическим источникам // Советская археология / отв. ред. И. И. Мещанинов. — Т. II. — М.—Л.: Изд-во АН СССР, 1937. — С. 39—58.
- Новая палеолитическая стоянка в Костенках // Бюллетень комиссии по изучению четвертичного периода / отв. ред. И. М. Губкин. — № 6-7. — М.—Л.: Изд-во АН СССР, 1940. — С. 46—48.
- Ефименко П. П., Береговая Н. А. Палеолитические местонахождения СССР // Палеолит и неолит СССР  / под ред. П. П. Ефименко. — М.—Л.: Изд-во АН СССР, 1941. — С. 254—290.
- Сел. Костенки // Археологические исследования в РСФСР 1934—1936 гг.: краткие отчеты и сведения  / под ред. В. В. Гольмстен. — М.—Л.: Изд-во АН СССР, 1941. — С. 154—156.
- До питання про джерела культури пізньої бронзи на території Волго-Кам'я (укр.) // Археологія  / відп. ред. П. Єфименко. — Київ: Вид-во АН УРСР, 1948. — Т. I. — С. 3—43. Архивировано 28 декабря 2023 года.
- Современное состояние советской науки об ископаемом человеке // Материалы по четвертичному периоду СССР  / гл. ред. В. А. Обручев. — М.—Л.: Изд-во АН СССР, 1950. — Вып. 2. — С. 81—89.
- Ефименко П. П., Богусевич В. А. Кріпость Ярослава Мудрого в Києві // Вісник Академії наук Української РСР. — 1952. — № 12. — С. 38—41.
- Ефименко П. П., Борисковский П. И. Палеолитическая стоянка Боршево II // Палеолит и неолит СССР  / отв. ред. А. П. Окладников. — М.—Л.: Изд-во АН СССР, 1953. — С. 56—110.
- Палеолітичні пам’ятки УРСР і сучасний стан їх вивчення (укр.) // Археологія  / відп. ред. П. Єфименко. — Київ: Вид-во АН УРСР, 1954. — Т. IX. — С. 168—177. Архивировано 28 декабря 2023 года.
- Ефименко П. П., Шовкопляс И. Г. Итоги полевых археологических исследований на территории УССР в 1951 г. // Советская археология / отв. ред. Б. А. Рыбаков. — Т. XVII. — М.: Изд-во АН СССР, 1953. — С. 309—319.
- Ефименко П. П., Шовкопляс И. Г. Археологические открытия на Украине за последние годы // Советская археология / отв. ред. Б. А. Рыбаков. — Т. XIX. — М.: Изд-во АН СССР, 1954. — С. 5—40.
- Про періодизацію пізнього палеоліту Східної Європи (укр.) // Археологія  / відп. ред. П. Єфименко. — Київ: Вид-во АН УРСР, 1957. — Т. X. — С. 3—10. Архивировано 28 декабря 2023 года.
- Ефименко П. П., Третьяков П. Н. Абашевская культура в Поволжье // Абашевская культура в Среднем Поволжье  / отв. ред. Н. Я. Мерперт. — М.: Изд-во АН СССР, 1961. — С. 43—110.
- Ефименко П. П., Третьяков П. Н. Яндашевская стоянка // Советская археология. — 1968. — № 2. — С. 126—135.

## Признание
- Орден Ленина (10.06.1945)
- Академик АН УССР (1945)

Почётный член Королевского антропологического института Великобритании и Ирландии (1943), Международного союза историков (1958), Итальянского института доистории и праистории во Флоренции (1960).